# Vertheuil
Vertheuil ist eine französische Gemeinde im Département Gironde in der Region Nouvelle-Aquitaine mit 1.308 Einwohnern (Stand: 1. Januar 2022). Sie gehört zum Arrondissement Lesparre-Médoc und zum Kanton Le Nord-Médoc. Die Einwohner werden Vertheuillais genannt.

## Geografie
Vertheuil liegt etwa 50 Kilometer nordnordwestlich von Bordeaux im Norden der Halbinsel Médoc. Das Gemeindegebiet gehört zum Regionalen Naturpark Médoc. Umgeben wird Vertheuil von den Nachbargemeinden Saint-Germain-d’Esteuil im Westen und Norden, Saint-Seurin-de-Cadourne im Nordosten, Saint-Estèphe im Osten sowie Cissac-Médoc im Süden.

## Bevölkerungsentwicklung
| Jahr                       | 1962 | 1968 | 1975 | 1982 | 1990 | 1999 | 2009 | 2020 |
| Einwohner                  | 886  | 765  | 753  | 910  | 1075 | 1068 | 1200 | 1308 |
| Quellen: Cassini und INSEE |      |      |      |      |      |      |      |      |

## Sehenswürdigkeiten
- Benediktinerkloster Saint-Pierre aus dem 12. Jahrhundert, Monument historique seit 1840
- Schloss Vertheuil, Monument historique seit 1965
- Schloss Beyzac, Monument historique seit 2006

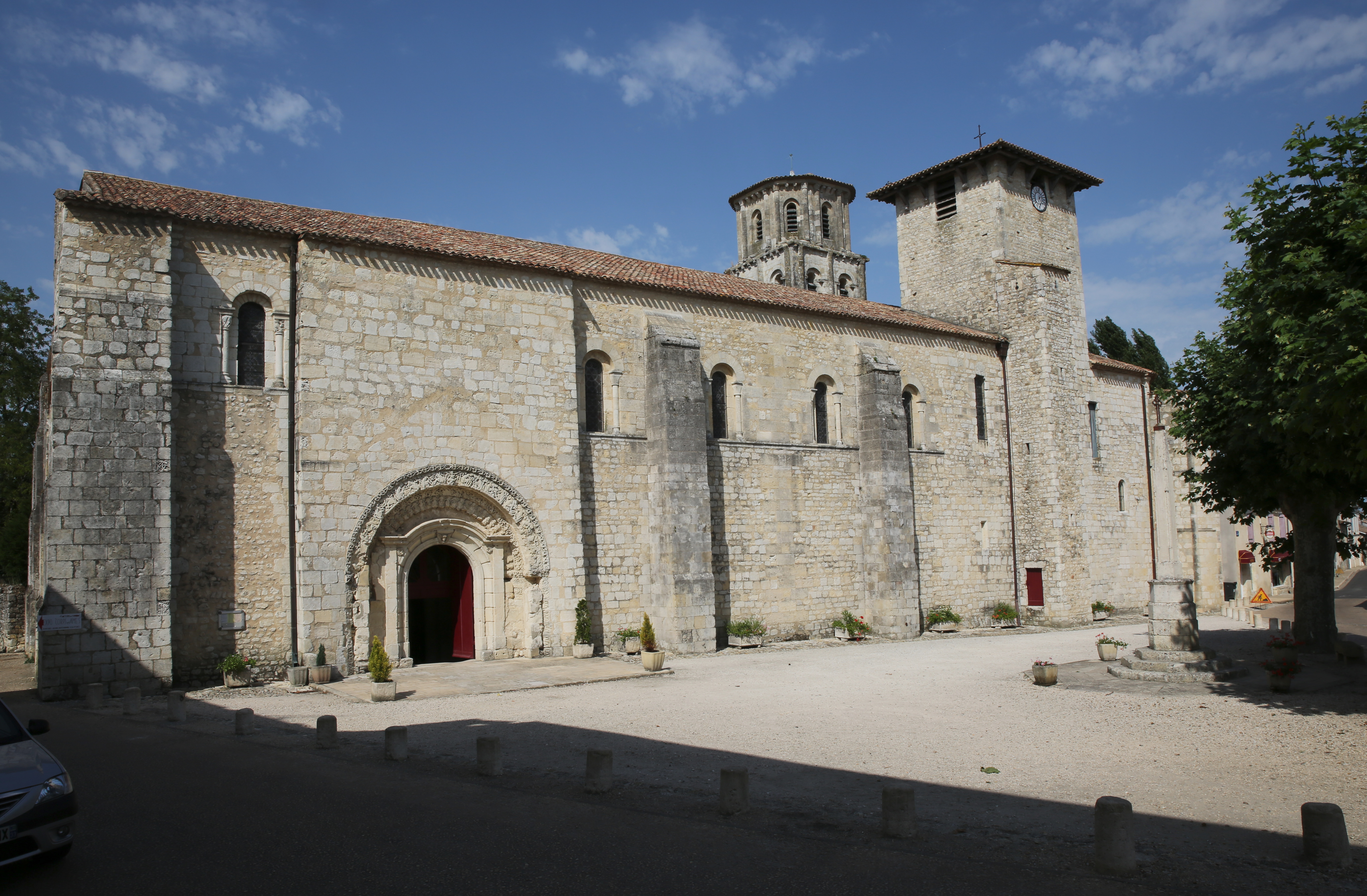
Kloster Saint-Pierre
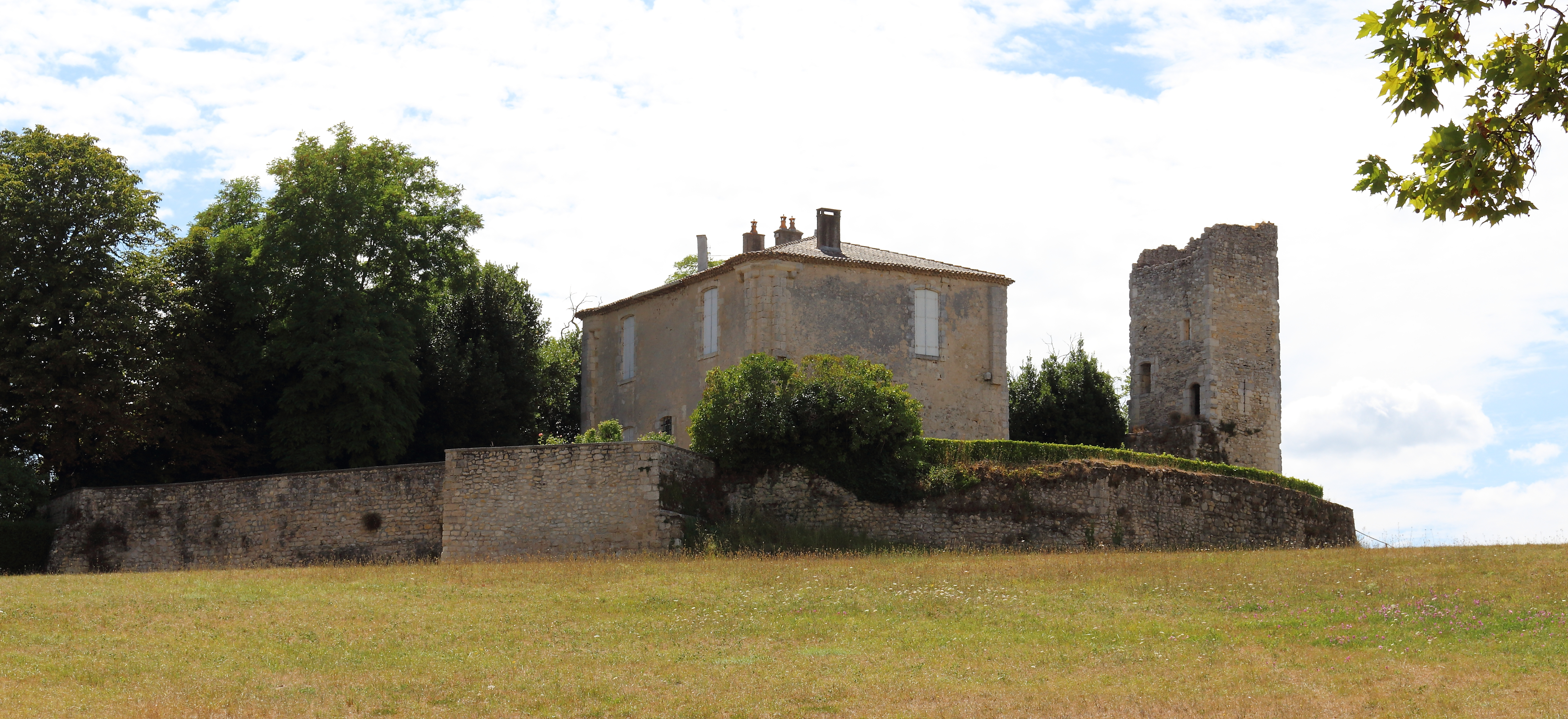
Schloss Vertheuil
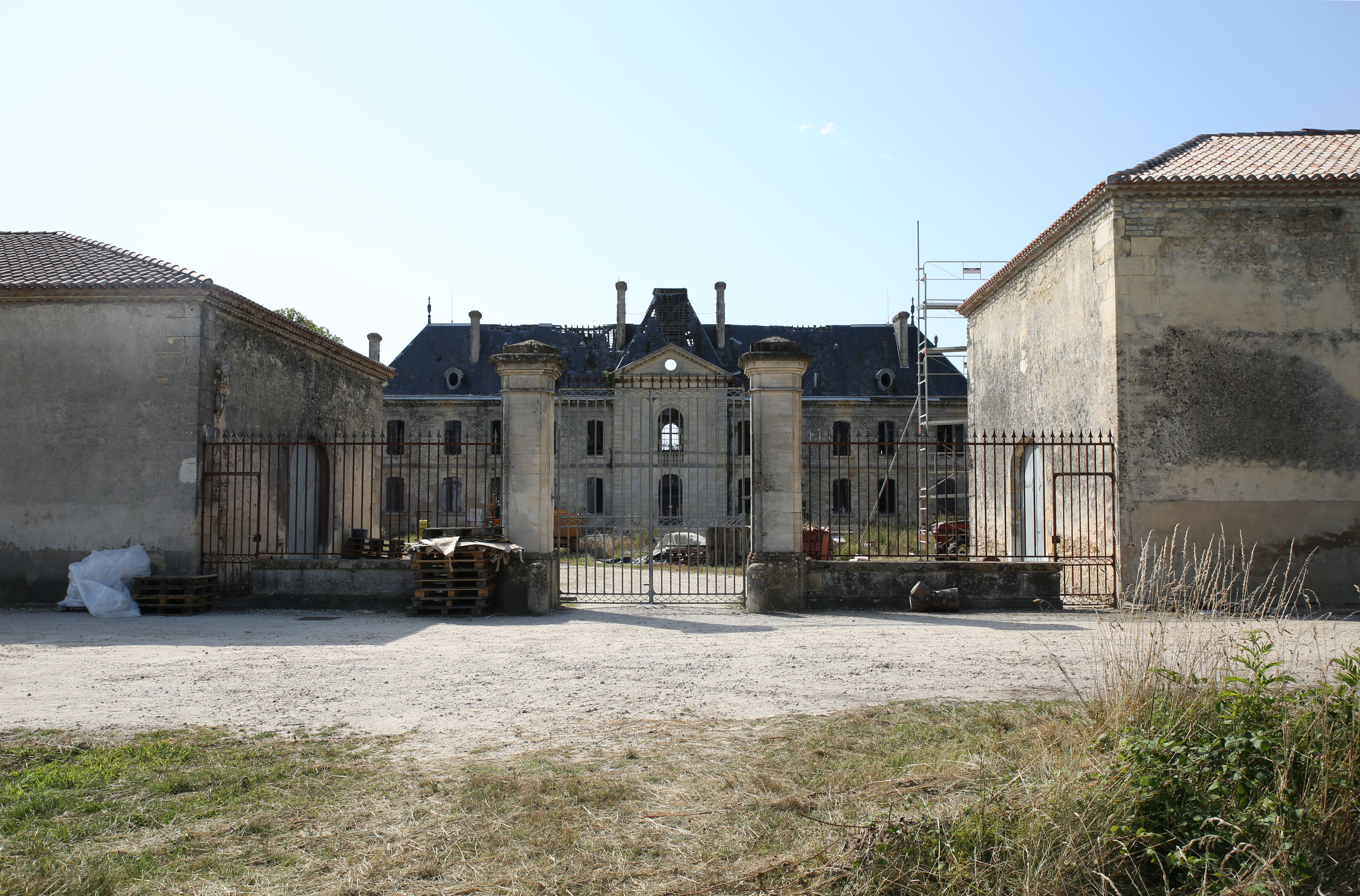
Schloss Beyzac
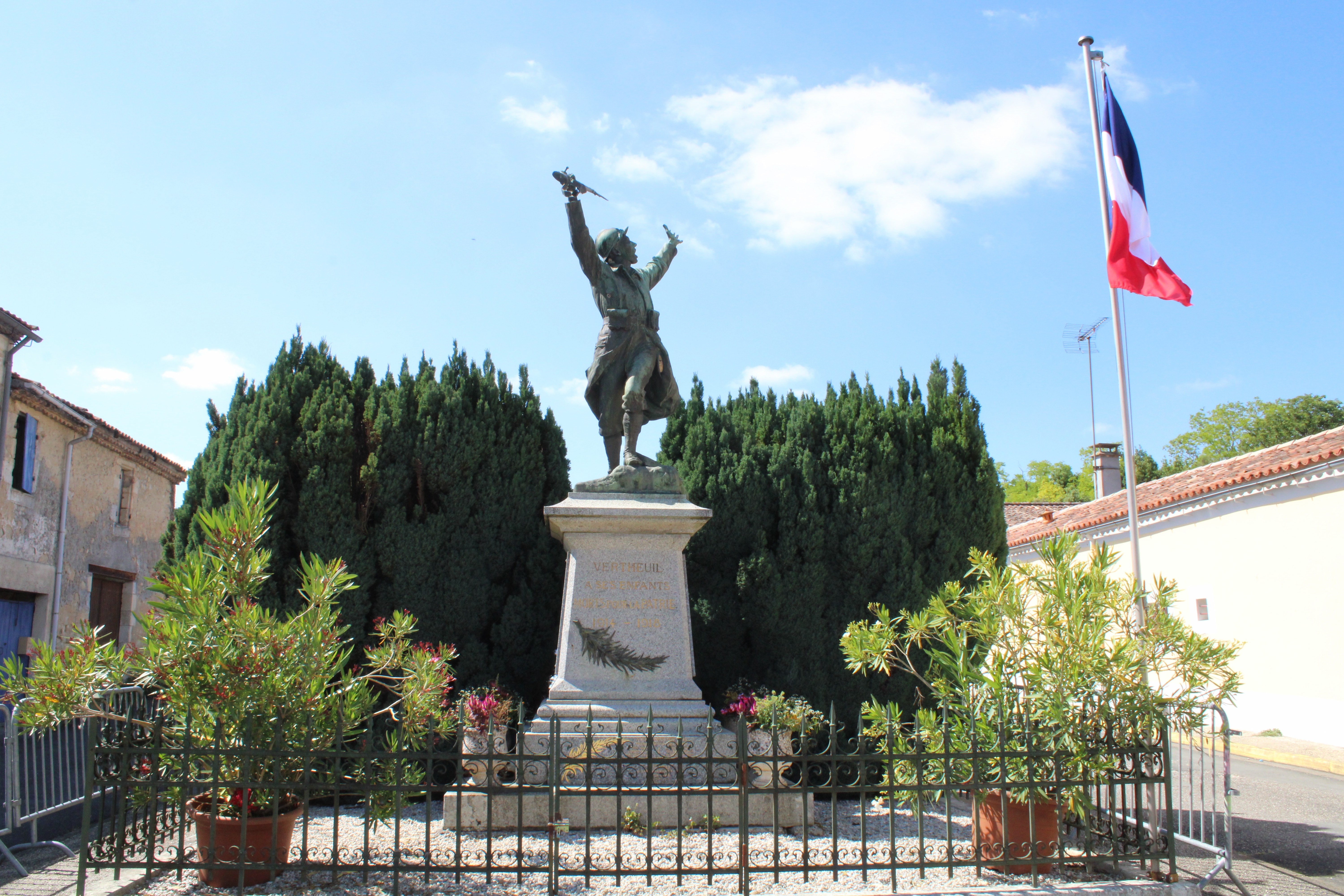
Gefallenendenkmal

## Gemeindepartnerschaft
Mit der deutschen Gemeinde Bevern in Niedersachsen besteht eine Partnerschaft.

## Persönlichkeiten
- Henri de Kérillis (1889–1958), Flieger, Journalist und Politiker